# 感染症危機管理担当大臣
感染症危機管理担当大臣（かんせんしょうききかんりたんとうだいじん）は、日本の国務大臣で、感染症危機管理に関する施策を総合的に推進するために企画立案及び行政各部の所管する事務の調整を担当することを命じられた者の呼称。

## 概説
2023年9月1日、新型コロナウイルス禍の教訓を踏まえ、厚生労働省や内閣官房に分散していた感染症対策を一元化する形で内閣感染症危機管理統括庁が発足したことに伴い、統括庁を所管する感染症危機管理担当相が設置された。
新型コロナウイルス禍では、医療体制の整備やワクチン調達では厚労省、水際対策では外務省や法務省出入国在留管理庁、地方自治体との調整では総務省といったように各省が個別に対応していた。統括庁を所管する感染症危機管理担当相の設置で、感染症危機対応の企画立案や調整を内閣に一元化することが可能となり、省庁の縦割りを廃する効果が期待される。
感染症危機管理担当相には厚労省のほか、外務省や国土交通省、総務省、デジタル庁など各省の縦割り行政を抑え込んで感染症対策を指揮する政治力が必要とされ、感染症危機管理担当相は経済再生相と経済財政政策担当の内閣府特命担当大臣を兼務していることにより、法律上も各省庁に睨みが利く強い権限が与えられている。

## 歴代大臣
| 代                     | 氏名                   | 氏名                   | 内閣                       | 在職期間                       | 党派                   |                        |
| 感染症危機管理担当大臣 | 感染症危機管理担当大臣 | 感染症危機管理担当大臣 | 感染症危機管理担当大臣     | 感染症危機管理担当大臣         | 感染症危機管理担当大臣 | 感染症危機管理担当大臣 |
| ---------------------- | ---------------------- | ---------------------- | -------------------------- | ------------------------------ | ---------------------- | ---------------------- |
| 1                      |                        | 後藤茂之               | 第2次岸田内閣第1次改造内閣 | 2023年9月1日 - 2023年9月13日   | 自由民主党             |                        |
| 2                      |                        | 新藤義孝               | 第2次岸田内閣第2次改造内閣 | 2023年9月13日 - 2024年10月1日  | 自由民主党             |                        |
| 3                      |                        | 赤沢亮正               | 第1次石破内閣              | 2024年10月1日 - 2024年11月11日 | 自由民主党             |                        |
| 4                      | 第2次石破内閣          | 赤沢亮正               | 2024年11月11日 - 現職      |                                | 自由民主党             |                        |